# Stenolophus rubrica
Stenolophus rubrica är en skalbaggsart som beskrevs av Samuel Stehman Haldeman. Stenolophus rubrica ingår i släktet Stenolophus och familjen jordlöpare. Inga underarter finns listade i Catalogue of Life.